# محافظة (عشيرة اردنية)
محافظة أو المحافظة هي قبيلة أردنية تتواجد في أماكن مثل شمال الاردن في مناطقة كفر جايز ووقاص وغور الصافي في الكرك. وايضا يسكن ابناء عائلة المحافظة في جمحا حواره المغير مرو الخريبه.
أصلها من منطقة الكرك، حيث شاركت في معركتي حطين وعين جالوت، وكانت من الذين ساعدوا في مقاومة التعديات التتارية على الأراضي الإسلامية، وخاصة الأردن وفلسطين. وكان يُعتمد على المحافظين في تقديم المساعدة لجناح من جيوش المسلمين.
غادر عدد من أفراد قبيلة محافطة بلدة كفر جايز الصغيرة بحثًا عن التعليم وحياة أفضل. ويقيم اليوم بعض أفرادها في إربد وعمان والكرك وإنجلترا والمملكة العربية السعودية والإمارات العربية المتحدة والولايات المتحدة الأمريكية ، ويبلغ تعداد أفراد المحافظة حوالي 3000 نسمة، ولقبيلة المحافظة مجلس مشترك في كفر جايز يسمى مضافة، ويجتمعون هناك في المناسبات الاجتماعية.

## شخصيات من العائلة
- مفلح السليم الخليفات الدكتور علي محافظة المؤرخ المعروف ورئيس سابق لعدة جامعات هي مؤته اليرموك وجدارا
- محمد الزعلوالمرحوم
- الحاج محمد الحسن أبو فيصل
- الحاج علي الأحمد مختار القرية خلفاً لعبد الكريم السلامة العناقره